# Fabriciana radiata
Fabriciana radiata är en fjärilsart som beskrevs av Arnold Spuler 1901. Fabriciana radiata ingår i släktet Fabriciana och familjen praktfjärilar. Inga underarter finns listade i Catalogue of Life.